# بول سوبكزاك
بول سوبكزاك (بالبولندية: Paweł Sobczak)‏ هو لاعب كرة قدم بولندي في مركز الهجوم، ولد في 29 يونيو 1978 في بوتسك في بولندا. لعب مع أدميرا فاكر مودلينغ وأنورثوسيس فاماغوستا وأوستريا فيينا وبوغون شتشين وبولونيا وارسو ونادي جنوى ونادي فيكتوريا كولن وويدزي لودز.